# Lao (rijeka)
Lao (lat.: Laus, Laos ili Laüs)  je rijeka na jugu Italije, koja izvire u planinskom lancu Apenini, u talijanskoj regiji Basilicata, u pokrajini Potenza, a ulijeva se u Tirensko more. Na mjestu ušća nalaze se ruševina grčke kolonije Laüs iz vremena Magna Graecia, a bila je i dio granice između povijesnih regija Lukanije i Bruttium (moderna Kalabrija). 

## Vanjske poveznice
|  | Zajednički poslužitelj ima još gradiva o temi Lao (rijeka) |

- (tal.) Riserva naturale valle del fiume Lao